# Conservateur des bibliothèques
Pour les articles homonymes, voir Conservateur.
Un conservateur des bibliothèques est un cadre de la fonction publique française, chargé de la direction et de l'encadrement des bibliothèques d'État ou territoriales.  Ce corps (cadre d'emploi dans la territoriale)  comprend deux grades :  « conservateur » et « conservateur en chef ». Les conservateurs d'État peuvent être promus dans un corps supérieur, en tant que conservateur général des bibliothèques (dans la fonction publique d'État). 

## Statut
Le corps des conservateurs des bibliothèques (fonction publique d'État) est encadré par le décret no 92-26 du 9 janvier 1992 modifié par le décret no 2001-946 du 11 octobre 2001, le décret no 2007-653 du 30 avril 2007, le décret no 2010-966 du 26 août 2010, le décret no 2017-144 du 7 février 2017 et le décret no 2017-852 du 6 mai 2017.
Il s'agit du corps du personnel scientifique des bibliothèques, appartenant à la catégorie A de la fonction publique.
C'est un corps à vocation interministérielle relevant du ministère de l'enseignement supérieur et de la recherche.
Le cadre d'emplois des conservateurs des bibliothèques (fonction publique territoriale) est encadré par le décret no 91-841 du 2 septembre 1991 modifié à plusieurs reprises. Le cadre d'emplois présente des caractéristiques similaires à celles du corps homologue de l'État.

### Recrutement
Les conservateurs sont recrutés sur concours, organisé par le ministère de l'enseignement supérieur et de la recherche pour les conservateurs d'État et par le CNFPT pour les conservateurs territoriaux. 
L'entrée dans cette formation nécessite la réussite à un concours de recrutement, qui peut être :
- un concours externe, ouvert au titulaire d'un diplôme de niveau 6 au RNCP ;
- un concours ouvert aux anciens élèves de l'École nationale des chartes ;
- un concours externe ouvert au titulaire d'un diplôme national de doctorat ;
- un concours interne ouvert aux fonctionnaires.

Tous ces conservateurs suivent 18 mois de formation rémunérée.
La formation des conservateurs d'État comprend un stage de trois mois. À l'Institut national des études territoriales, situé à Strasbourg, les élèves conservateurs territoriaux doivent réaliser 5 stages, d'une durée comprise entre 3 semaines et 3 mois. 
Il n'y a donc plus de lien entre les conservateurs d'État et les conservateurs territoriaux. Pendant cette formation, les lauréats du concours sont conservateurs stagiaires et rémunérés.
Le diplôme de conservateur des bibliothèques n'accorde pas de niveau RNCP spécifique.

### Évolution de carrière
En outre, des bibliothécaires remplissant certaines conditions d'âge et d'ancienneté peuvent être promus conservateurs sans concours. Les nouveaux conservateurs d'État suivent une formation d'adaptation de six mois à l'École nationale supérieure des sciences de l'information et des bibliothèques. 
Dans la fonction publique territoriale, ce corps de conservateur comprend deux grades successifs :
- Conservateur (2 échelons de stage puis 7 échelons)[1] ;
- Conservateur en chef (6 échelons)[1].

Certains conservateurs ayant atteint le grade de conservateurs en chef peuvent changer de corps pour être promus conservateur général des bibliothèques . C'est un corps à grade unique, comprenant 4 échelons. Ce corps ne concerne que la fonction publique d'État : dans la fonction publique territoriale, il n’existe pas de cadre d'emplois correspondant.

## Missions
Les membres du corps des conservateurs des bibliothèques forment l'encadrement supérieur des bibliothèques. Ils pourvoient à l'encadrement des équipes, la gestion des services et des budgets, le pilotage des bibliothèques dont ils ont la charge.
Aux termes des décrets, ils constituent, organisent, enrichissent, évaluent et exploitent les collections de toute nature des bibliothèques. Ils sont responsables de ce patrimoine.
Ils organisent l'accès du public aux collections et la diffusion des documents à des fins de recherche, d'information ou de culture. Les catalogues des collections sont établis sous leur responsabilité.
Ils peuvent participer à la formation des professionnels et du public dans les domaines des bibliothèques et de la documentation, ainsi qu'à l'information scientifique et technique en ces mêmes domaines.
Les conservateurs en chef assument des responsabilités particulières en raison de l'importance des collections ou des missions scientifiques ou administratives qui leur sont confiées.
Ils peuvent être chargés de fonctions d'encadrement et de coordination ainsi que d'études et de conseil comportant des responsabilités particulières.
Un certain nombre de bibliothèques territoriales (bibliothèques municipales, bibliothèques départementales) emploient également des conservateurs.
Des conservateurs d'État ayant atteint le grade de conservateur en chef ainsi que des conservateurs généraux peuvent être nommés dans le corps de l'inspection générale de l'Éducation, du sport et de la recherche. Au sein de ce corps d'inspection, ils sont au nombre de dix au moins.

## Historique
Pendant longtemps, le titre de « conservateur » n'était reconnu que pour certains emplois des bibliothèques françaises, alors que d'autres personnes avaient le titre de « bibliothécaire » ou de « bibliothécaire en chef ». 
En 1952, le décret no 52-554 du 16 mai organise un corps de bibliothécaires, dont les grades les plus élevés prennent le nom de « conservateur » et de « conservateur en chef ». À la suite de la réforme statutaire intervenue par le décret no 69-1265 du 31 décembre 1969, deux corps de personnel scientifique sont constitués : un corps de conservateurs comprenant trois grades (conservateur de 2e classe, conservateur de 1re classe et conservateur en chef), ainsi qu'un corps d'inspecteurs généraux des bibliothèques.  
La réforme de janvier 1992 maintient le corps de conservateurs mais crée au-dessus un corps de conservateurs généraux et en dessous un autre corps de catégorie A de « bibliothécaires ». Le corps des inspecteurs généraux est placé en extinction et les missions d'inspection sont assurées par des conservateurs en chef et surtout par des conservateurs généraux. 
De 1991 (1992 pour les conservateurs d'État) à 2010, la carrière des conservateurs comportait trois grades : conservateur de 2e classe, conservateur de 1re classe, conservateur en chef. Les réformes de 2010 (janvier pour la territoriale, août pour l'État) ont fusionné les grades de conservateurs 2e classe et 1re classe. 